# Бесколь (Западно-Казахстанская область)
Бесколь (каз. Бескөл, до 1994 г. — Витебск) — упразднённое село в Бокейординском районе Западно-Казахстанской области Казахстана. Упразднено в 2020 г. Входило в состав Саралжинского сельского округа. Код КАТО — 275447200.

## Население
В 1999 году население села составляло 259 человек (129 мужчин и 130 женщин). По данным переписи 2009 года, в селе проживали 83 человека (39 мужчин и 44 женщины).